# Yahya Ould Ahmed El Waghef
Yahya Ould Ahmed El Waghef (in arabo يحيى ولد أحمد الواقف‎? (Moudjéria, 30 giugno 1960) è un politico mauritano.
È stato Primo ministro della Mauritania dal 6 maggio al 6 agosto 2008, quando è stato destituito a seguito di un colpo di Stato.